# Booker T. Jones
Booker T. Jones (Memphis, Tennessee, 12 de noviembre de 1944) es un compositor, multiintrumentalista, letrista, productor y arreglista estadounidense, conocido por ser el fundador y líder del grupo estadounidense Booker T. & the M.G.'s, popular a inicios de los años sesenta. 
Como productor ha destacado en varios álbumes crítica y comercialmente exitosos, y también ha sido galardonano con varios premios como el Grammy a la trayectoria.